# Adidas Grand Prix 2010
Adidas Grand Prix 2010 – mityng lekkoatletyczny, który odbył się w Nowym Jorku 12 czerwca. Zawody były piątą odsłoną prestiżowej diamentowej ligi.

## Rezultaty
| PB - rekord życiowy \| SB - najlepszy wynik w sezonie \| NR – rekord kraju \| AUR – rekord kontynentu w kategorii młodzieżowców \| w – wynik uzyskany przy zbyt korzystnym wietrze |

### Mężczyźni
| Konkurencja:                  | 1. miejsce          | Wynik           | 2. miejsce       | Wynik      | 3. miejsce            | Wynik      |
| Bieg na 100 m                 | Richard Thompson    | 9.89w           | Yohan Blake      | 9.91w      | Daniel Bailey         | 9.92w      |
| Bieg na 800 m                 | Mbulaeni Mulaudzi   | 1:44.38         | Nick Symmonds    | 1:45.05 SB | Alfred Kirwa Yego     | 1:45.46    |
| Bieg na 1500 m                | Nicholas Kemboi     | 3:33.29 PB      | Deresse Mekonnen | 3:33.85 SB | Leonel Manzano        | 3:33.92 SB |
| Bieg na 400 m przez płotki    | Kerron Clement      | 47.86 SB        | Bershawn Jackson | 47.94      | Javier Culson         | 48.47      |
| Bieg na 3000 m z przeszkodami | Paul Kipsiele Koech | 8:10.43         | Patrick Langat   | 8:15.52    | Brimin Kipruto        | 8:18.92    |
| Skok wzwyż                    | Linus Thörnblad     | 2.30 SB         | Jesse Williams   | 2.30 SB    | Samson Oni            | 2.27       |
| Skok o tyczce                 | Renaud Lavillenie   | 5.85 SB         | Steve Hooker     | 5.80       | Przemysław Czerwiński | 5.60       |
| Trójskok                      | Teddy Tamgho        | 17.98 NR AUR PB | Christian Olsson | 17.62w     | Phillips Idowu        | 17.31      |
| Rzut oszczepem                | Andreas Thorkildsen | 87.02           | Petr Frydrych    | 85.04      | Tero Pitkämäki        | 82.57      |

### Kobiety
| Konkurencja:               | 1. miejsce              | Wynik       | 2. miejsce          | Wynik      | 3. miejsce                | Wynik      |
| Bieg na 200 m              | Veronica Campbell-Brown | 21.98 SB    | Allyson Felix       | 22.03 SB   | Bianca Knight             | 22.59 SB   |
| Bieg na 400 m              | Amantle Montsho         | 50.79       | Shericka Williams   | 51.24      | Shereefa Lloyd            | 51.64 SB   |
| Bieg na 800 m              | Laura Januszewski       | 2:03.39     | Geena Gall          | 2:03.59    | Heather Dorniden          | 2:03.83    |
| Bieg na 1500 m             | Nancy Langat            | 4:01.60 SB  | Meseret Defar       | 4:02.00 PB | Gelete Burka              | 4:03.35    |
| Bieg na 1 milę             | Maddie Meyers           | 4:41.93 PB  | Shelby Hayes        | 4:43.00 PB | Kelsey Margey             | 4:43.91 PB |
| Bieg na 5000 m             | Tirunesh Dibaba         | 15:11.34 SB | Sentayehu Ejigu     | 15:12.99   | Gedo Utura                | 15:16.61   |
| Bieg na 100 m przez płotki | LoLo Jones              | 12.55 SB    | Perdita Felicien    | 12.58 SB   | Virginia Powell           | 12.63 SB   |
| Skok o tyczce              | Jillian Schwartz        | 4.60 NR SB  | Jenn Suhr           | 4.50       | Chelsea Johnson           | 4.40 SB    |
| Skok w dal                 | Brianna Glenn           | 6.78w       | Ruky Abdulai        | 6.66w      | Funmi Jimoh               | 6.65w      |
| Pchnięcie kulą             | Valerie Vili            | 19.93       | Natalla Michniewicz | 19.80 SB   | Jill Camarena-Williams    | 18.99      |
| Rzut dyskiem               | Sandra Perković         | 61.96       | Aretha Thurmond     | 61.19      | Věra Pospíšilová-Cechlová | 60.71      |

## Rekordy
Podczas mityngu ustanowiono 2 krajowe rekordy w kategorii seniorów:
| Zawodnik         | Reprezentacja | Konkurencja   | Rezultat |
| ---------------- | ------------- | ------------- | -------- |
| Teddy Tamgho     | Francja       | trójskok      | 17,98    |
| Jillian Schwartz | Izrael        | skok o tyczce | 4,60     |